# Rabdomioma
En medicina, se designa con el nombre de rabdomioma a aquellos tumores benignos que se originan en alguno de los músculos estriados. Si el tumor benigno es originario de un músculo liso, se denomina leiomioma.

## Frecuencia
Son tumores muy poco frecuentes.
Dada su escasa frecuencia es considerado por algunos como una malformación.

## Clasificación
Dependiendo de su localización pueden ser cardíacos cuando se originan en el músculo cardiaco y extracardiacos. Estos últimos se dividen en en tres grupos: Formas del adulto, formas fetales y leiomiomas genitales. Los leiomiomas genitales se presentan casi siempre en los órganos femeninos y excepcionalmente en los másculinos.

## Localización
Pueden localizarse en cualquier lugar del organismo en el que exista músculo estriado, los más frecuentes se presentan en corazón, lengua y región genital, más raramente en el músculo esquelético.

## Rabdomioma cardíaco
El rabdomioma del corazón es el tumor cardíaco más frecuente en la infancia y se asocia con frecuencia a esclerosis tuberosa. Se manifiesta como un nódulo único o múltiple en el espesor del músculo cardíaco, en ocasiones están pedunculados y afectan al tracto de salida del ventrículo izquierdo.

## Malignización
El rabdomioma es un tumor benigno que raramente se maligniza, cuando esto ocurre pasa a convertirse en un rabdomiosarcoma.